# گمینا بیاوا (استان ووتسکی)
گمینا بیاوا (استان ووتسکی) (به لهستانی:  Gmina Biała) یک گمینا در لهستان است که در شهرستان ویلون واقع شده‌است. گمینا بیاوا ۷۴٫۹۹ کیلومتر مربع مساحت و ۵٬۵۰۳ نفر جمعیت دارد.